# Nicaragua i olympiska spelen
Nicaragua deltog första gången vid olympiska sommarspelen 1968 i Mexico City och har sedan dess varit med vid varje olympiskt sommarspel förutom vid spelen 1988 i Seoul som de bojkottade som stöd för Nordkorea. De har aldrig deltagit i de olympiska vinterspelen. Nicaragua har aldrig vunnit någon medalj, men deras landslag i baseboll kom fyra vid de olympiska spelen 1996 i Atlanta.
Nicaragua har aldrig tagit någon medalj i olympiska spel. 